# Dubovsko
Dubovsko je naselje v občini Bihać, Bosna in Hercegovina. 

## Deli naselja
Dubovsko.

## Prebivalstvo
| Pregled števila prebivalcev po letih | Pregled števila prebivalcev po letih | Pregled števila prebivalcev po letih | Pregled števila prebivalcev po letih | Pregled števila prebivalcev po letih | Pregled števila prebivalcev po letih |
| ------------------------------------ | ------------------------------------ | ------------------------------------ | ------------------------------------ | ------------------------------------ | ------------------------------------ |
| 1948                                 | 1953                                 | 1961                                 | 1971                                 | 1981                                 | 1991                                 |
| -                                    | -                                    | -                                    | 127                                  | 78                                   | 54                                   |

| Narodna sestava prebivalstva po letih                                                                                      | Narodna sestava prebivalstva po letih                                                                                    | Narodna sestava prebivalstva po letih                                                                                    |
| --- | --- | --- |
| 1971 | 1981 | 1991 |
| . skupaj: 127 Srbi 119 (93,70 %) Hrvati 5 (3,93 %) Muslimani 2 (1,57 %) Jugoslovani 1 (0,78 %) drugi in neznano 0 (0,00 %) | . skupaj: 78 Srbi 71 (91,02 %) Hrvati 0 (0,00 %) Muslimani 0 (0,00 %) Jugoslovani 6 (7,69 %) drugi in neznano 1 (1,28 %) | . skupaj: 54 Srbi 47 (87,03 %) Hrvati 5 (9,25 %) Muslimani 0 (0,00 %) Jugoslovani 2 (3,70 %) drugi in neznano 0 (0,00 %) |